# Club Stormers San Lorenzo
El Club Stormers San Lorenzo és un club de futbol bolivià de la ciutat de Potosí.
Va ser fundat el 26 de maig de 1897, essent el club més antic de Potosí. L'actual club és la fusió dels clubs Club Stormers Petrolero i Club San Lorenzo.

## Palmarès
- Copa Simón Bolívar (segona divisió):[3]
  - 1994

- Campionat de Potosí:
  - 1973, 2009, 2011, 2018-19, 2023